# Thomas Gifford (homme politique)
Pour les articles homonymes, voir Thomas Gifford et Gifford.
Thomas Gifford (1er juin 1854-19 février 1935) est un homme politique canadien de la Colombie-Britannique. Il est député provincial indépendant de la circonscription britanno-colombienne de New Westminster City d'une élection partielle en 1901 à 1916.

## Biographie
Né à Lockerbie en Écosse, Gifford étudie la joaillerie sur place. Il immigre à St. Paul dans le Minnesota en 1881, avant de s'établir à New Westminster et d'y ouvrir une bijouterie  They had three more children - Julia Stuart (b. 8 Aug 1888. Il siège au conseil municipal, au conseil scolaire, conseil d'administration de l'hôpital et à la chambre de commerce.
Il meurt à New Westminster en février 1935 à l'âge de 80 ans.